# Secamone
Secamone is een geslacht uit de maagdenpalmfamilie (Apocynaceae). De soorten komen voor in een groot gedeelte van Afrika, in het noorden van Australië, in het zuiden van Azië en op Madagaskar.

## Soorten
- Secamone africana (Oliv.) Bullock
- Secamone afzelii (Roem. & Schult.) K.Schum.
- Secamone alba Jum. & H.Perrier
- Secamone alpini Schult.
- Secamone andamanica Goel & Vasudeva Rao
- Secamone angustifolioides Choux
- Secamone ankarensis (Jum. & H.Perrier) Klack.
- Secamone astephana Choux
- Secamone attenuata Decne.
- Secamone attenuifolia Goyder
- Secamone auriculata Blume
- Secamone australis Klack.
- Secamone axillaris Klack.
- Secamone badia Klack.
- Secamone bemarahensis Klack.
- Secamone betamponensis Choux
- Secamone bicolor Decne.
- Secamone bifida Klack.
- Secamone bonii Costantin
- Secamone bosseri Klack.
- Secamone brachystigma Jum. & H.Perrier
- Secamone brevicoronata Klack.
- Secamone brevipes (Benth.) Klack.
- Secamone buxifolia Decne.
- Secamone capitata Klack.
- Secamone castanea Klack.
- Secamone caudata Pierre ex Costantin
- Secamone celebica Klack.
- Secamone clavistyla T.Harris & Goyder
- Secamone cloiselii Choux
- Secamone coronata Klack.
- Secamone cristata Jum. & H.Perrier
- Secamone cuneifolia Bruyns
- Secamone curtisii (King & Gamble) Klack.
- Secamone delagoensis Schltr.
- Secamone dequairei Klack.
- Secamone dewevrei De Wild.
- Secamone dilapidans F.Friedmann
- Secamone discolor K.Schum. & Vatke
- Secamone dolichorhachys K.Schum.
- Secamone drepanoloba Klack.
- Secamone ecoronata Klack.
- Secamone elegans Klack.
- Secamone elliotii K.Schum.
- Secamone elliptica R.Br.
- Secamone emetica (Retz.) R.Br. ex Sm.
- Secamone erythradenia K.Schum.
- Secamone falcata Klack.
- Secamone ferruginea Pierre ex Costantin
- Secamone filiformis (L.f.) J.H.Ross
- Secamone flavida Schltr.
- Secamone galinae Klack.
- Secamone geayi Costantin & Gallaud
- Secamone gerrardii Harv. ex Benth. & Hook.f.
- Secamone glaberrima K.Schum.
- Secamone glabrescens (M.R.Hend.) Klack.
- Secamone goyderi Klack.
- Secamone gracilis N.E.Br.
- Secamone grandiflora Klack.
- Secamone griffithii (Decne.) Klack.
- Secamone humbertii Choux
- Secamone insularis Miq.
- Secamone jongkindii Klack.
- Secamone kjellbergii Klack.
- Secamone kunstleri Klack.
- Secamone lagenifera (Kerr) Klack.
- Secamone lankawiensis (King & Gamble) Klack.
- Secamone laxa Klack.
- Secamone lenticellata Klack.
- Secamone letouzeana (H.Huber) Klack.
- Secamone ligustrifolia Decne.
- Secamone likiangensis Tsiang
- Secamone linearifolia Klack.
- Secamone linearis Klack.
- Secamone lineata Blume
- Secamone longituba Klack.
- Secamone maritima Blume
- Secamone marsupiata Klack.
- Secamone minutiflora Tsiang
- Secamone minutifolia Choux
- Secamone multiflora Decne.
- Secamone neocaledonica Bullock
- Secamone nervosa Klack.
- Secamone obovata Decne.
- Secamone oleifolia Decne.
- Secamone pachyphylla Jum. & H.Perrier
- Secamone pachystigma Jum. & H.Perrier
- Secamone papuana Warb.
- Secamone pedicellaris Klack.
- Secamone penangiana (King & Gamble) Klack.
- Secamone perrieri Choux
- Secamone pinnata Choux
- Secamone polyantha Choux
- Secamone pulchra Klack.
- Secamone punctulata Decne.
- Secamone racemosa (Benth.) Klack.
- Secamone reticulata Klack.
- Secamone retusa N.E.Br.
- Secamone rhopalophora (Backer) Klack.
- Secamone rodriguesiana F.Friedmann
- Secamone rubra Klack.
- Secamone schatzii Klack.
- Secamone schimperiana (Hemsl.) Klack.
- Secamone schinziana Schltr.
- Secamone schweinfurthii K.Schum.
- Secamone scortechinii (King & Gamble) Klack.
- Secamone siamensis (Schltr.) Klack.
- Secamone sinica Hand.-Mazz.
- Secamone socotrana Balf.f.
- Secamone sparsiflora Klack.
- Secamone spirei (Costantin) Klack.
- Secamone stuhlmannii K.Schum.
- Secamone sulfurea (Jum. & H.Perrier) Klack.
- Secamone sumatrana Klack.
- Secamone supranervis Klack.
- Secamone tenuifolia Decne.
- Secamone thouarsii Decne.
- Secamone timorensis Decne.
- Secamone toxocarpoides Choux
- Secamone trichostemon Klack.
- Secamone triflora Klack.
- Secamone tsingycola Klack.
- Secamone tuberculata Klack.
- Secamone unciformis Klack.
- Secamone uncinata Choux
- Secamone uniflora Decne.
- Secamone urceolata Klack.
- Secamone urdanetensis Elmer ex Tsiang
- Secamone valvata Klack.
- Secamone varia Klack.
- Secamone variicolor Klack.
- Secamone venosa Klack.
- Secamone volubilis (Lam.) Marais

Aganonerion · 
Acokanthera · 
Adenium · 
Aganosma · 
Allamanda · 
Alstonia · 
Alyxia · 
Amalocalyx · 
Anodendron · 
Apocynum .
Asclepias · 
Baharuia · 
Baissea · 
Beaumontia ·
Caralluma · 
Carissa · 
Catharanthus · 
Cerbera · 
Ceropegia (lantaarnplanten) · 
Chonemorpha · 
Cleghornia · 
Cynanchum · 
Dewevrella ·
Dischidia ·
Ditassa  ·
Echites · 
Elytropus · 
Epigynum · 
Eucorymbia · 
Forsteronia · 
Hoodia · 
Hoya · 
Hylaea · 
Huernia · 
Ichnocarpus · 
Ixodonerium · 
Kopsia · 
Landolphia · 
Lhotzkyella · 
Macroditassa · 
Mandevilla · 
Manothrix · 
Margaretta · 
Marsdenia · 
Matelea · 
Melinia ·
Melodinus  · 
Merrillanthus · 
Metaplexis · 
Metastelma · 
Microdactylon · 
Microloma · 
Miraglossum · 
Mitostigma · 
Morrenia · 
Motandra · 
Nautonia · 
Neoschumannia · 
Nephradenia · 
Notechidnopsis · 
Odontadenia · 
Odontanthera · 
Oncinema · 
Oncostemma · 
Ophionella · 
Orbea · 
Orbeanthus · 
Orbeopsis · 
Orthanthera · 
Orthosia · 
Oxypetalum · 
Oxystelma · 
Pachycarpus · 
Pachycymbium · 
Pachypodium · 
Papuechites · 
Parameria · 
Parapodium · 
Parepigynum · 
Parsonsia · 
Pectinaria · 
Pentacyphus · 
Pentarrhinum · 
Pentasachme · 
Pentastelma · 
Pentatropis · 
Peplonia · 
Pergularia · 
Periglossum · 
Petopentia · 
Pherotrichis · 
Philibertia · 
Piaranthus · 
Pleurostelma · 
Plumeria · 
Pseudolithos · 
Quaqua · 
Quisumbingia · 
Raphistemma · 
Raphionacme · 
Rauvolfia · 
Rhyncharrhena · 
Rhyssolobium · 
Rhyssostelma · 
Rhytidocaulon · 
Riocreuxia · 
Rojasia · 
Sarcolobus ·
Sarcostemma · 
Schistogyne · 
Schistonema · 
Schubertia · 
Secamone · 
Secamonopsis · 
Seutera · 
Sindechites · 
Sisyranthus · 
Solenostemma · 
Sphaerocodon · 
Stapelia · 
Stapelianthus · 
Stapeliopsis · 
Stathmostelma · 
Stenomeria · 
Stenostelma · 
Stigmatorhynchus · 
Schizozygia · 
Tacazzea · 
Tectiphiala · 
Trachelospermum · 
Urceola · 
Vallariopsis · 
Vinca (maagdenpalm) · 
Vincetoxicum (engbloem)